# Cinema Strange
Cinema Strange es una banda estadounidense de death rock activa desde 1994. Después de varios cambios en la banda, recientemente se ha estabilizado como un cuarteto. Entre Sex Gang Children, Christian Death y el clasicismo, en lugar de recitar las historias habituales de las películas de terror, prefieren contar historias en sus canciones. Lucas Lanthier, el cantante, ha tenido un proyecto solitario, Deadfly Ensemble. 

## Discografía
- 1994 - Cinema Strange
- 1996 - Acrobat Amaranth Automaton
- 1998 - Mediterranean Widow/Hebenon Vial 7"
- 1999 - Lindsay's Trachea/Greensward Grey 7"
- 2000 - Cinema Strange
- 2002 - The Astonished Eyes of Evening
- 2004 - A Cinema Strange 10th Anniversary Novelty Product (CD)
- 2005 - Pressed Flowers/Squashed Blossoms (DVD)
- 2006 - Quatorze Exemples Authentiques du Triomphe de la Musique Décorative CD